# Simona Păduraru
Simona Păduraru (Bacău, Rumania, 24 de noviembre de 1981) es una nadadora retirada especializada en pruebas de estilo libre. Fue campeona de Europa en la prueba de 4x200 metros libres en el Campeonato Europeo de Natación de 2000.
Representó a Rumania en los Juegos Olímpicos de Sídney 2000 y Atenas 2004.

## Palmarés internacional
| Campeonato Europeo de Natación | Campeonato Europeo de Natación | Campeonato Europeo de Natación | Campeonato Europeo de Natación |
| Año                            | Lugar                          | Medalla                        | Prueba                         |
| ------------------------------ | ------------------------------ | ------------------------------ | ------------------------------ |
| 1999                           | Estambul ( Turquía)            | Medalla de bronce              | 4 × 200 m libre                |
| 2000                           | Helsinki ( Finlandia)          | Medalla de oro                 | 200 m libres                   |
| 2004                           | Madrid ( España)               | Medalla de bronce              | 4 × 200 m libres               |